# Bảo tàng Hồ Nam
Bảo tàng Hồ Nam (tiếng Trung: 河南博物院; bính âm: Húnán shěng bówùguǎn) là một bảo tàng ở tỉnh Hồ Nam, Trung Quốc. Bảo tàng được xây dựng vào năm 1951 và mở cửa cho công chúng tham quan vào tháng 7 năm 1956, địa chỉ ở số 50, Đông Phong Lộ, bên cạnh Công viên Liệt sĩ Cách mạng, quận Khai Phúc, thành phố Trường Sa.
Bảo tàng nằm trên khu đất có diện tích khoảng 50.000 mét vuông (12 mẫu Anh), diện tích xây dựng là 20.000 mét vuông (4,9 mẫu Anh).
Bảo tàng có một bộ sưu tập hơn 180.000 đồ vật, bao gồm các đồ vật được tìm thấy trong lăng mộ của Hầu tước Đại và vợ ở Mã Vương Đôi.
Bảo tàng đóng cửa vào ngày 18 tháng 6 năm 2012 để tái phát triển và mở rộng các công trình, sau đó mở cửa trở lại vào ngày 29 tháng 11 năm 2017.

## Lịch sử
Bảo tàng Hồ Nam được xây dựng lần thứ nhất trong năm 1951 và mở cửa cho cộng đồng vào tháng 7 năm 1956. được hỗ trợ bởi kiến trúc sư người Nhật, Arata Isozaki, thiết kế tòa nhà hiện nay. Việc xây dựng bắt đầu trong năm 2012 và bảo tàng đã hoàn thành vào năm 2017. Bảo tàng đã được mở cửa trở lại vào ngày 29 tháng 11 năm 2017. Tòa nhà mới có diện tích xấp xỉ 49.000 mét vuông (530.000 foot vuông), với một diện tích xây dựng là 91.000 mét vuông (980.000 foot vuông).

## Bộ sưu tập

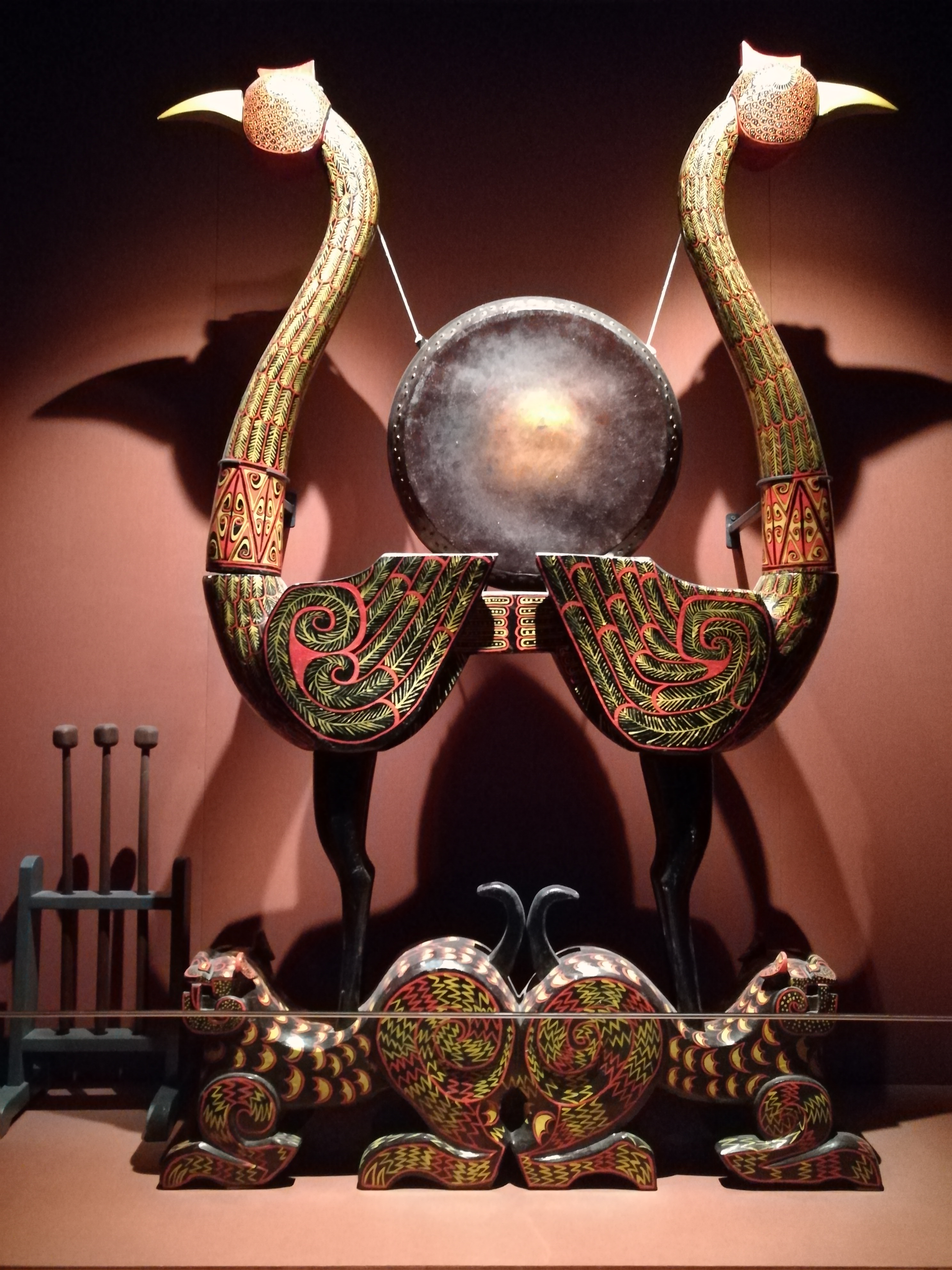
Trống Đồng thời chiến quốc
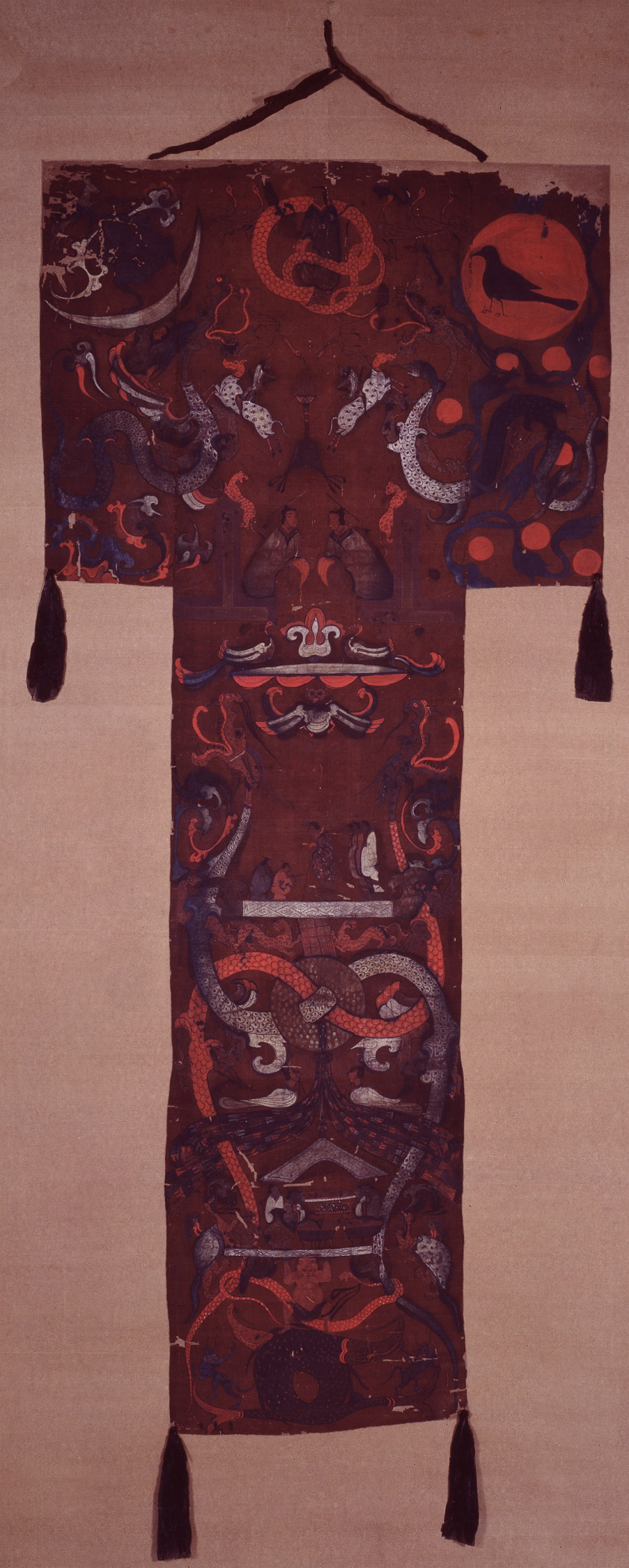
Biểu ngữ danh dự Tây Hán từ mộ Tân Truy, Mã Vương Đôi
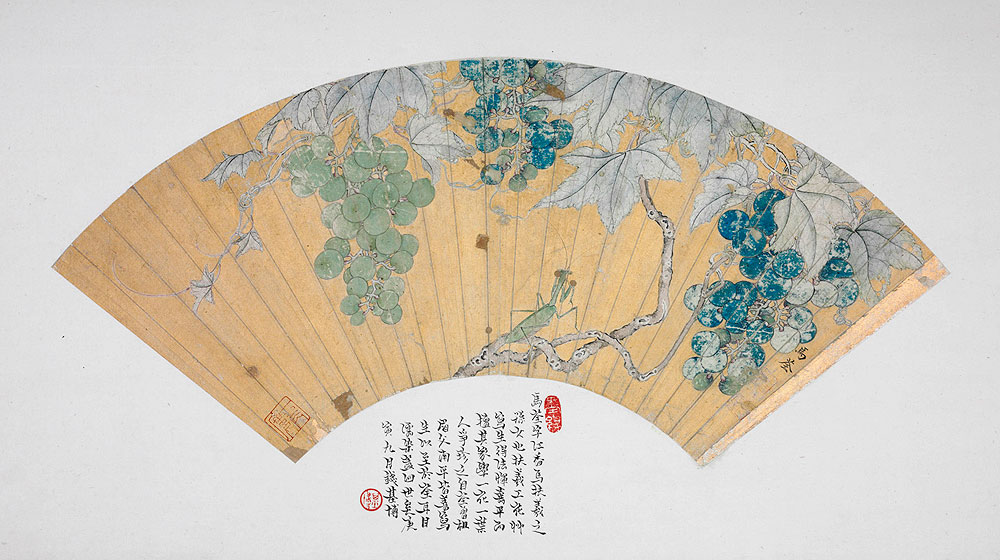
Bức tranh thế kỷ thứ mười tám được vẽ bởi Mã Thuyên (馬荃; ?—?), Bồ đào Đường lang đồ (葡萄螳螂图)